# 尼古拉·杜多罗夫
尼古拉·帕夫洛维奇·杜多罗夫，（俄語：Николай Павлович Дудоров，1906年5月22日—1977年3月9日），苏联政治人物。曾任联共（布）苏联重工业人民委员会党委副书记、书记；苏联建筑材料工业部石膏工业总局局长；莫斯科市副市长；苏联内务部部长等职务。

## 生平
- 1906年5月22日出生于弗拉基米尔省科夫罗夫区米什内沃的一个工人家庭。
- 1922年-1929年，古西赫鲁斯塔利内、莫斯科加里宁玻璃厂学徒、工人。1927年加入联共（布）。
- 1929年-1934年，莫斯科化工学院学习。
- 1934年-1937年8月，莫斯科Avtosteklo工厂夹层玻璃车间主任。
- 1937年-1939年，联共（布）苏联重工业人民委员会党委副书记、书记。期间，1937年8月-11月，苏联重工业人民委员会玻璃生产和分配部门负责人。
- 1939年-1940年，苏联建材工业人民委员会水泥工业总局副局长、建筑玻璃总局副局长。
- 1940年-1941年，苏联建材工业人民委员会部门负责人。
- 1941年-1943年，苏联建材工业人民委员会保温工业总局局长。
- 1943年-1946年，苏联建材人民委员会隔热工业总局局长。
- 1946年-1947年，苏联重工业企业建设部保温工业总局局长。
- 1947年-1949年，苏联建材工业部石膏工业总局局长。
- 1949年-1950年，苏联建材工业部党委书记。
- 1950年-1952年，联共（布）莫斯科市委建设部长。
- 1952年7月-1955年1月，莫斯科市副市长。
- 1954年12月-1956年1月，苏共中央建设部长。
- 1956年1月-1960年1月，苏联内务部长。
- 1960年-1962年，1967年莫斯科世博会政府总专员。
- 1962年8月-1972年6月，莫斯科市建筑材料和建筑零件工业总局局长。
- 1972年6月起退休，享受联邦养老金待遇。
- 1977年3月9日于莫斯科逝世，享年70岁。葬于新圣女公墓。

杜多罗夫是苏共20-24大代表；第20-21届中央委员。

## 荣誉
- 两次列宁勋章（1956,1971）
- 劳动红旗勋章
- 红星勋章